# Rat-Man gigante
Rat-Man gigante è una serie a fumetti che ristampa cronologicamente le storie di Rat-Man, personaggio dei fumetti creato da Leo Ortolani ed edito dalla Panini Comics.

## Storia editoriale
L'idea di una nuova ristampa di Rat-Man era già in programma da diverso tempo e Leo Ortolani stesso aveva più volte espresso il desiderio di permettere anche ai lettori più giovani di poter leggere la serie dal principio, essendo ormai da anni esauriti tutti i più vecchi albi di Rat-Man Collection (tanto che un lettore gli aveva chiesto «Quando farai una bella storia sui robottoni, tipo Ratzinga?», storia che Ortolani aveva realizzato già nel 1997). Nel gennaio 2013 Ortolani pubblica sul suo blog ufficiale un articolo in cui conferma la volontà della casa editrice di portare avanti il progetto della ristampa cronologica delle sole storie di Rat-Man, senza dover condividere le pagine con altre serie (Venerdì 12, L'ultima burba, Gli intaccabili), come invece accade in Rat-Man Collection. Ortolani, infatti, pensa: «la mia idea di serie a fumetti è sempre stata quella dell'autoproduzione. Un albo con dentro solo Rat-Man. All'americana.» La scelta era se riproporre la serie in ordine cronologico raccolta in corposi volumi da collezione, oppure in formato più economico a ritmo di una sola storia al mese: è stata infine preferita la seconda opzione, caldeggiata dallo stesso Ortolani. L'autore ha infatti più volte esternato la sua avversione verso i volumoni con tante pagine (che «fanno tanto "monumento ai caduti"» e in cui si finisce per confondersi le storie, che sono raggruppate tutte insieme) e la sua predilezione verso gli albi a puntate, in quanto «è proprio in quei due mesi [di attesa fra un numero e l'altro], che [la storia] vive. Dentro di noi, nella nostra mente, solleticandoci, flirtando con le possibilità che proviamo a immaginare riguardo al prosieguo della trama. È così che un albo a fumetti vive.» In particolare, Ortolani aveva espresso il desiderio di una ristampa in stile Editoriale Corno, quando la storica casa editrice italiana aveva iniziato a ripubblicare, a partire dal 1979, le prime storie dei principali supereroi Marvel in ordine cronologico, in un formato economico che prendeva il nome di Gigante. Tale formato avrebbe avuto sia un significato nostalgico per l'autore (che aveva conosciuto e cominciato ad apprezzare i personaggi Marvel proprio grazie a quelle ristampe della Corno) sia un effetto di differenziazione di questa ristampa dalle altre pubblicazioni dedicate a Rat-Man. Ortolani ha continuato a tenere aggiornati i lettori sul "progetto Gigante", svelando come ogni albo sarebbe stato corredato anche da articoli e schede scritte da lui stesso per raccontare i dietro le quinte di tutte le storie; non ha poi escluso la possibilità di avere tutti questi extra pubblicati in un secondo momento in un volume monografico, per permettere anche a chi già possiede la serie di Rat-Man originale di poterli leggere senza acquistare anche Rat-Man gigante. Durante il Lucca Comics & Games 2013, la Panini Comics annuncia la ristampa di Rat-Man, Rat-Man gigante, con la stessa impaginazione e stile grafico dei vecchi albi della Corno, come auspicato da Ortolani. La serie esordì il 6 marzo 2014. Il primo numero conteneva «le prime tre volte in cui è comparso Rat-Man»: Le sconvolgenti origini del Rat-Man (prima storia in assoluto), Rat-Man contro il Ragno! (prima storia sulla rivista autoprodotta Rat-Man) e Legami di sangue! (prima storia su Rat-Man Collection).

## Descrizione
L'albo ha una grafica simile alla serie Giganti dell'Editoriale Corno, edita alla fine degli anni settanta e che riproponeva le prime storie dei principali supereroi Marvel, tra cui i Fantastici Quattro e l'Uomo Ragno; le dimensioni sono le stesse della serie della Corno (20x27,5 cm) e ogni albo ha 64 pagine in bianco e nero; l'albo è spillato e la carta particolarmente porosa. Le copertine sono state disegnate per l'occasione dall'autore e colorate da Lorenzo Ortolani: su ognuna di esse appare il nome della testata in alto, il titolo della storia e un'immagine della vicenda raccontata, col protagonista o altri personaggi in un momento topico con i balloon, come nelle classiche copertine della Marvel. In alcuni casi, quando cioè la copertina della serie precedente  Rat-Man Collection aveva già questa caratteristica, questa venne usata anche per questa serie (ad esempio i n. 27 e 28).
All'interno, oltre alla storia principale, possono essere presenti altre storie legate al personaggio o al suo universo narrativo; in appendice sono presenti bozzetti originali, articoli e rubriche scritte per l'occasione da Ortolani stesso. Alla fine dell'albo è presente la sezione "Schede", che raccoglie le schede dettagliate di tutte le storie di Rat-Man, relative ai retroscena dietro alla creazione di ogni storia e ai personaggi dei fumetti, dei cartoni animati, del cinema e della televisione che hanno ispirato e "popolato" le storie di Rat-Man. Saltuariamente l'albo contiene anche storie inedite. Ogni febbraio viene inoltre venduto un raccoglitore che possa contenere gli ultimi 12 numeri usciti, includendo anche un libretto con informazioni su quelle storie e i personaggi apparsi; questi raccoglitori presentano in prima di copertina un disegno inedito, mentre sul retro riportano le copertine dei 12 albi che contiene.
Rispetto alle edizioni precedenti di Rat-Man Collection e Tutto Rat-Man, sono state effettuate alcune modifiche su quelle storie che vedevano tra i protagonisti alcuni personaggi presi in prestito dai fumetti Marvel: per questioni di diritti sui personaggi, ne sono stati cambiati cambiati il nome e l'aspetto in modo da renderli riconducibili agli originali senza utilizzarli direttamente nei team up in cui erano presenti. Nel primo numero, ad esempio, nella storia Legami di sangue!, compariva nelle edizioni originali il personaggio dell'Uomo Ragno, ma nell'edizione Gigante il nome del supereroe è stato modificato in Ragno Umano e il suo costume cambiato. Stessa sorte è accaduta ai personaggi del Dottor Destino (L'immutabile destino!), che appare in una tavola completamente ridisegnata, di Wolverine (La belva in noi!), i cui artigli si allungano anziché fuoriuscire dalla carne, e di Elektra (...La fine del topo!), che viene ridenominata Elettra.

## Accoglienza
Rat-Man gigante è stato accolto positivamente da pubblico e critica sin dal suo esordio in edicola e fumetteria. Una ristampa di Rat-Man era stata richiesta più volte dai lettori, data la difficoltà di reperimento dei primi numeri di Rat-Man Collection e della raccolta Tutto Rat-Man, ormai esauriti da tempo. Carlo A. Montori del sito BadComics.it ha apprezzato l'idea di proporre finalmente un'edizione cronologica esclusivamente dedicata a Rat-Man, che permettesse di ripercorrere la storia del personaggio senza intrusioni di altre serie a fumetti - «Il giudizio è quasi unanime: Rat-Man è uno dei migliori fumetti italiani in circolazione, quindi una possibilità non potete negargliela, specie ora che è arrivata questa ristampa fatta apposta per voi» - ma tuttavia nota alcuni difetti, come le censure imposte dalla Marvel e non imputabili a Ortolani, ma soprattutto la qualità della carta, concludendo così: «con un pizzico di cura in più da questo punto di vista Rat-Man gigante sarebbe veramente un prodotto impeccabile». Davide Beltramelli di C4 Comics l'ha definita «un'edizione fantastica», lodandone l'aspetto "vintage", mentre Carmine De Cicco di MangaForever.net si è dichiarata soddisfatta dell'edizione, apprezzando il tentativo riuscito di imitare i fumetti della Corno - «la copertina e lo stesso formato conducono indietro nel tempo» - l'economicità dell'albo, «che dà davvero a tutti la possibilità di essere seguita», e le schede monografiche a corredo delle storie. Tra le poche critiche negative rimangono quelle relative alla questione delle censure e alla qualità della carta e allo spillato, che non ha convinto soprattutto chi non conosceva i vecchi albi "Giganti" della storica Editoriale Corno.